# カーリ (イタリア)
カーリ（伊: Cagli）は、イタリア共和国マルケ州ペーザロ・エ・ウルビーノ県にある、人口約8,000人の基礎自治体（コムーネ）。

## 地理

### 位置・広がり
ペーザロ・エ・ウルビーノ県のコムーネ。ウルビーノから南へ20km、ペーザロから南南西へ46kmの距離にある。

#### 隣接コムーネ
隣接するコムーネは以下の通り。括弧内のPGはペルージャ県所属を示す。
- アックアラーニャ
- アペッキオ
- カンティアーノ
- フェルミニャーノ
- フォッソンブローネ
- フロントーネ
- グッビオ (PG)
- ペルゴラ
- ピエトラルンガ (PG)
- ピオッビコ
- ウルバーニア

### 気候分類・地震分類
カーリにおけるイタリアの気候分類 (it) および度日は、zona E, 2295 GGである。
また、イタリアの地震リスク階級 (it) では、zona 2 (sismicità media) に分類される。

## 行政

### 分離集落
カーリには、以下の分離集落（フラツィオーネ）がある。
- Abbadia di Naro, Acquaviva, Ca'Bargello, Cerreto, Foci, Massa, Moria, Paravento, Pianello, Pieia, Secchiano, Smirra